# Anomala longicornis
Anomala longicornis är en skalbaggsart som beskrevs av Lin 1999. Anomala longicornis ingår i släktet Anomala och familjen Rutelidae. Inga underarter finns listade i Catalogue of Life.